# Averser Rhein
Pour les articles homonymes, voir Rhein.
L'Averser Rhein (en romanche : Ragn da Ferrera) est un cours d'eau des Alpes suisses, coulant dans le canton des Grisons. C'est un affluent du Rhin par le Rhin postérieur.

## Géographie
L'Averser Rhein coule dans le sud-ouest du canton des Grisons dans la chaîne de l'Oberhalbstein.

## Principaux affluents
La confluence du Bergalgabach et du Jufer Rhein forme l'Averser Rhein.
- Bergalgabach (g), principale source de l'Averser Rhein
- Jufer Rhein (d)
- Averser Rhein
  - Jupperbach (d)
  - Bacherbach (d)
  - Maleggabach (d)
  - Madrischer Rhein (g), Ägua da Madris en romanche
  - Reno di Lei (g), émissaire du lac de Lei

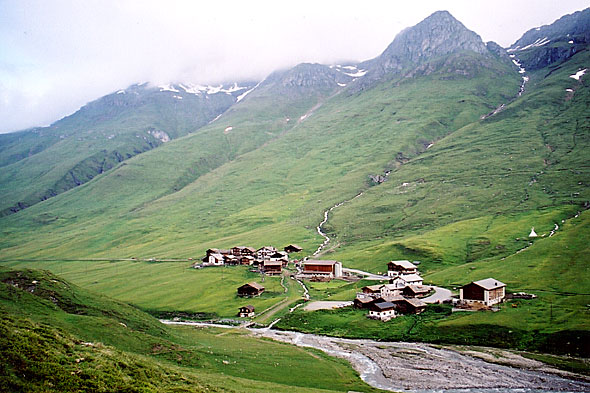
L'Averser Rhein à Juf, un des plus hauts villages des Alpes.

  - Ava da Starlera (d)
  - Ual da Niemet (g)
  - Ava da Mulegn (d)
  - Aua Granda (d)